# Platycaulos
Platycaulos  es un género con ocho especies de plantas herbáceas perteneciente a la familia Restionaceae. Es originario de Sudáfrica en la Provincia del Cabo.

## Especies dePlatycaulos
- Platycaulos acutus Esterh., Bothalia 15: 434 (1985).
- Platycaulos anceps (Mast.) H.P.Linder, Bothalia 15: 436 (1985).
- Platycaulos callistachyus (Kunth) H.P.Linder, Bothalia 15: 436 (1985).
- Platycaulos cascadensis (Pillans) H.P.Linder, Bothalia 15: 436 (1985).
- Platycaulos compressus (Rottb.) H.P.Linder, Bothalia 15: 64 (1984).
- Platycaulos depauperatus (Kunth) H.P.Linder, Bothalia 15: 436 (1985).
- Platycaulos major (Mast.) H.P.Linder, Bothalia 15: 436 (1985).
- Platycaulos subcompressus (Pillans) H.P.Linder, Bothalia 15: 437 (1985).